# KS-172
Die KS-172 AAM-L ist eine BVR-Luft-Luft-Lenkwaffe für große Kampfentfernungen aus russischer Produktion. Der GRAU-Index lautet R-72. Eine weitere Bezeichnung war K-100.

## Entwicklung
Die KS-172 wurde Ende der 1980er-Jahre von dem Konstruktionsbüro Nowator entwickelt. Erstmals vorgestellt wurde die Lenkwaffe 1993 auf der Flugshow in Abu Dhabi. Infolge der problematischen finanziellen Verhältnisse bei Nowator konnte die KS-172 nicht abschließend entwickelt werden. Auch eine geplante Serienproduktion für die russischen Luftstreitkräfte kam nicht zustande. Nach vergeblichen Exportbemühungen wurde das Projekt Anfang der 2000er-Jahre eingestellt.

## Technik
Die KS-172 wurde zur Bekämpfung weit entfernter Überwachungsflugzeuge (AWACS) konzipiert. Ebenso ist sie für die Bekämpfung von Bombern sowie Stör- und Tankflugzeugen vorgesehen. Während des Marschfluges kann das Einsatzflugzeug die Lenkwaffe mit aktualisierten Zieldaten versorgen. Für den Zielendanflug wird der bordeigene aktive Radarsuchkopf eingeschaltet. Die Lenkwaffe wird, um eine große Reichweite zu erzielen, auf einer ballistischen Flugbahn abgefeuert. Die Lenkwaffe stößt so aus einer stark überhöhten Position auf das Ziel herab. Die Lenkwaffe kann bei Tag und Nacht und unter allen Wetterbedingungen eingesetzt werden. Auch können Ziele bekämpft werden, die elektronische Störsender einsetzen.

## Varianten
- KS-172 AAM-L: Standardversion mit einer Reichweite von 400 km
- KS-172S-1 AAM-L: Verkleinerte Variante mit einer Reichweite von 300 km